# Волфганг Бауер
Волфганг Бауер (на немски: Wolfgang Bauer) е австрийски писател, който става международноизвестен преди всичко като драматург и през 70-те години е смятан – наред с Томас Бернхард и Петер Хандке – за най-значителния австрийски автор на пиеси. Бауер членува в Сдружението на Грацките писатели и Форум Щатпарк.

## Биография и творчество
Волфганг Бауер изучава театрознание и романистика в Грац и Виена, но не завършва следването си. С премиерата на първите си едноактни пиеси „Транспорт на прасета“ (Der Schweinetransport) и „Художник и цвят“ (Maler und Farbe) през 1962 г. в току-що основания в Грац Форум Щатпарк Бауер става представител на писателския авангард в Австрия. Ранните му творби от 1961 до 1967 г. са силно повлияни от абсурдните пиеси на Йожен Йонеско, както и от екзистенциалистките драми на Жан-Пол Сартр и Албер Камю.
По-късните текстове на Бауер са шедьоври на абсурдния театър и се възприемат трудно. От края на 70-те години Бауер има по-голям успех в англоезичния свят, отколкото в Германия и Австрия. През 80-те години се състоят няколко премиери на негови пиеси в английски превод в „Magic Theatre“, Сан Франциско. През 1993 г. дори се поставя пиеса на Бауер в „New Yorker Ohio Theatre“.
През 2004 г. Бауер е приет в грацката масонска ложа Ерцхерцог Йохан.
Волфганг Бауер умира на 26 август 2005 г. от сърдечна недостатъчност.

### Събрани съчинения
- Eine Werkausgabe in neun Einzelbänden ist zwischen 1986 und 2004 erschienen
- Wolfgang Bauer: Der Geist von San Francisco. Verstreut publizierte und nachgelassene Texte. (Hrsg.) Thomas Antonic. Mit einleitenden Essays von Elfriede Jelinek und Martin Esslin, 2011
- Ein schlimmes Kind bin ich. Dramen, Prosa, Lyrik aus vier Jahrzehnten (Hrsg.) Gerhard Melzer, Andreas Unterweger, 2007

### Пиеси
- Der Schweinetransport (1961)
- Maler und Farbe (1961)
- Batyscaphe 17–26 oder Die Hölle ist oben (1961)
- Totu-wa-botu (1961)
- Zwei Fliegen auf einem Gleis (1962)
- Katharina Doppelkopf (1962)
- Der Rüssel (1962)[1]
- Mikrodramen (insgesamt 21 unaufführbare Kurzdramen, entstanden 1962/63), (1964)
- Mikrodramen. Zwölf Stücke (1964)
- Pfnacht (1963)
- Die Menschenfresser (1963)
- Von der Steinschleuder zum Lipizzaner (1964)
- Party for Six (1964)
- Ende sogar noch besser als alles gut! (1965)
- Der Tod des Ingenieurs Leo Habernik aus Linz (1965)
- Magic Afternoon (1967)
- Change (1968/69)
- Film und Frau (1971)
- Silvester oder Das Massaker im Hotel Sacher (1971)
- Gespenster (1973)
- Magnetküsse (1975)
- Memory Hotel (1979/80)
- Woher kommen wir? Was sind wir? Wohin gehen wir? (1981)
- Das kurze Leben der Schneewolken (1982)
- Ein fröhlicher Morgen beim Friseur (1982)
- Ein schrecklicher Traum (1986)
- Herr Faust spielt Roulette (1986)
- Das Lächeln des Brian DePalma (1988)
- Ach, armer Orpheus! (1989)
- Insalata mista (1992)
- Die Kantine. Capriccio à la Habsburg (1993)
- Die Menschenfabrik (1996)
- Skizzenbuch (1996)
- Café Tamagotchi (1998)
- Foyer (2004)

### Либрета
- Magnet (1978)
- Café Museum – Die Erleuchtung (1993)
- Das gestohlene Herz (2004)

### Роман
- Der Fieberkopf (1964–1967)

### Стихосбирки
- Das stille Schilf. Ein schlechtes Meisterwerk: schlechte Texte mit schlechten Zeichnungen und einer schlechten Schallplatte (1969)
- Das Herz (1981)

### Радиопиеси
- Zisterne (1961)
- 1431 (1963)
- Hallo-Hallo (1973)
- Der Fieberkopf (1976)
- Memory Hotel (1980)
- Der Schweinetransport (1981)
- Das kurze Leben der Schneewolken (1985)
- Batyscaphe 17–26 oder Die Hölle ist oben (1988)
- Dream Jockey (1998)

### Сценарии
- Die Edeggerfamilie (1970)
- Häuptling der Alpen (1974)
- Es war nicht die Nachtigall (1974)
- Reise zum Gehirn (1975)
- In Zeiten wie diesen (1983)
- 22, schwarz... (1987)
- Der Weihnachtstraum (1994)

## Награди и отличия
- Награда Петер Розегер, 1970
- Награда Франц Теодор Чокор, 1970
- Австрийска награда за художествена литература, 1979
- Награда „манускрипте“, 1987
- Kainz-Medaille, 1989
- Goldenes Ehrenzeichen der Stadt Graz, 1991
- Ehrenmedaille der Bundeshauptstadt Wien in Gold, 1991
- Dramenpreis des Goethe-Instituts, 1994
- Голяма австрийска държавна награда за литература, 1994
- Österreichisches Ehrenkreuz für Wissenschaft und Kunst, Klasse I, 2000
- Награда Петер Розегер, 2004
- Steirischer Landeskulturpreis, 2004